# 東町 (鹿児島県)

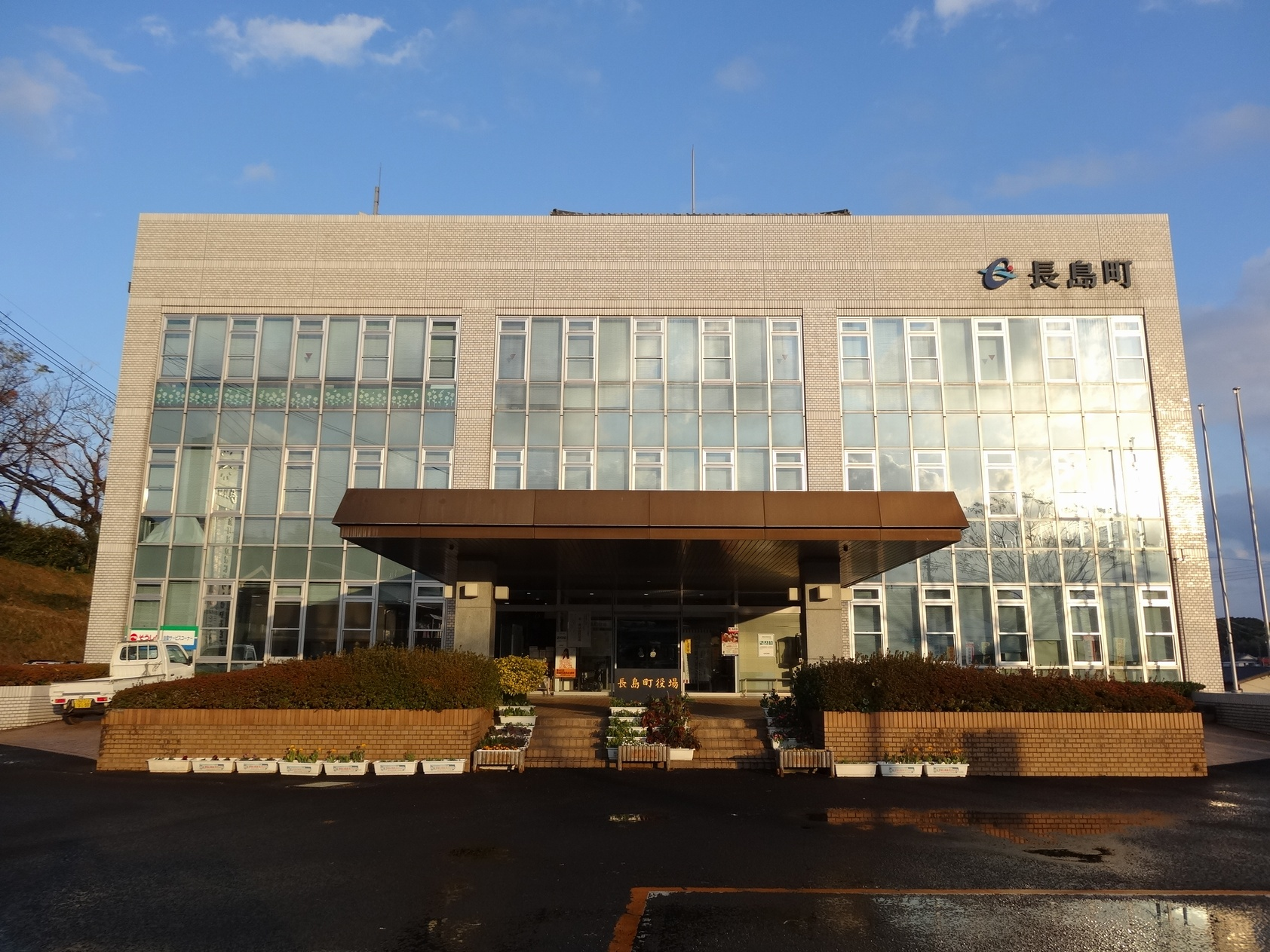
東町役場。（現：長島町役場）

東町（あずまちょう）は、鹿児島県の北西部に位置した町。2006年3月20日に、隣の長島町と合併し、長島町となった。
なお、町の広報誌などでは、「あづま」と表記される。

## 地理
鹿児島県の北西部に位置し、県の最北端にあたる。長島（長島本島）の東部を占め、18の島で構成される。
- その他の主な島：諸浦島、伊唐島、獅子島

## 歴史
- 1889年（明治22年）4月1日 - 町村制施行により、東長島村が発足。
- 1956年（昭和31年）7月10日 - 東長島村が町制施行。東町となる。
- 1957年（昭和32年）4月23日 - 西日本新聞のチャーター機が瀬戸海岸で電話線に触れて墜落。乗員2人死亡[1]。

## 行政
- 町長：川添健（かわぞえ たけし）（2005年から）

## 地域

### 教育

#### 中学校
- 鷹巣中学校
- 川床中学校
- 獅子島中学校

#### 小学校
- 東町立鷹巣小学校
- 東町立川床小学校
- 東町立田尻小学校
- 東町立伊唐小学校
- 東町立本浦小学校
- 東町立獅子島小学校
- 東町立幣串小学校

## 交通
空港や鉄道路線はない。
- 最寄り空港は鹿児島空港。
- 最寄り鉄道駅は阿久根駅。

### バス路線

#### 一般路線バス
- 南国交通

### 道路

#### 一般国道
- 国道389号

#### 主要地方道
- 鹿児島県道47号葛輪瀬戸線

### 船舶
- 天長フェリー
  - 諸浦港 - 片側港（獅子島） - 中田港（熊本県天草郡新和町）